# ショパン国際ピアノコンクール
ショパン国際ピアノ・コンクール（ショパンこくさいピアノ・コンクール、英語: International Chopin Piano Competition、ポーランド語: Międzynarodowy Konkurs Pianistyczny im. Fryderyka Chopina）は、フレデリック・ショパン研究所がポーランドのワルシャワで開催する国際音楽コンクール。国際音楽コンクール世界連盟メンバー。日本語表記による正式名称はフレデリック・ショパン国際ピアノ・コンクール。

## 概要
第一次世界大戦の終結を経てポーランドが一国家として独立してから9年後にあたる1927年に第1回大会を開催。現存する国際音楽ピアノコンクールの中では世界最古とされており、現在はポーランド国立のフレデリック・ショパン研究所がコンクールを主催している。
ベルギーのエリザベート王妃国際音楽コンクールやフランスのロン＝ティボー国際コンクール等と共に、1957年に発足した国際音楽コンクール世界連盟（ユネスコ国際音楽評議会メンバー）の設立メンバーの一員となっている。
ポーランド生まれの作曲家兼ピアニストで「ピアノの詩人」の異名でも知られるフレデリック・ショパンの解釈者を発掘することを開催理念として掲げており、また大会名に”ピアノコンクール”の文言が入っていることもあってか、コンクール自体はピアノ部門のみの開催で、且つ課題曲は全てショパン作品で占めていることが特徴。
スポンサーの多額の資金力に寄るため、音楽コンクールの最高峰と目されている。NHKはロシアのチャイコフスキー国際コンクール、ベルギーのエリザベート王妃国際音楽コンクールと共に「世界三大コンクール」と称している。19世紀の作曲家だけで審査するコンクールはこれだけである。

## コンクール略歴

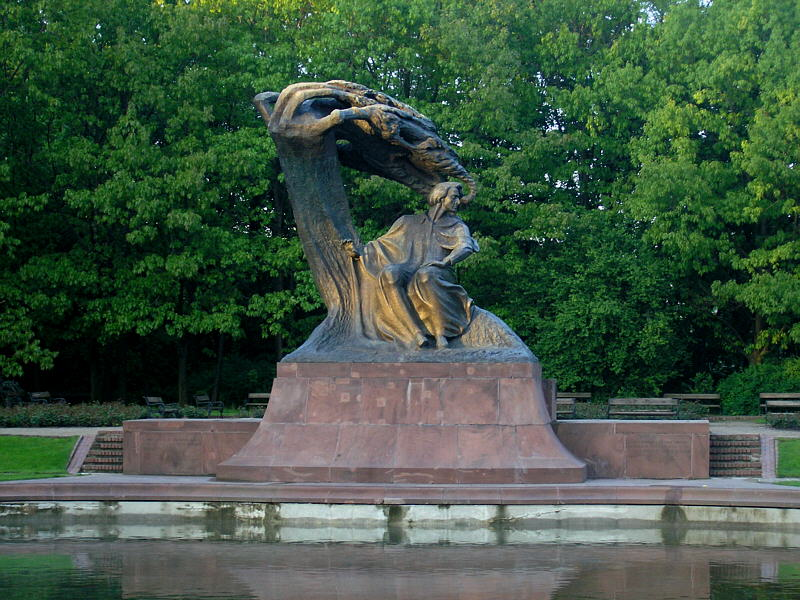
ワルシャワのショパン像

ワルシャワ音楽院のイェジ・ジュラヴレフ教授は、第一次世界大戦で荒廃した人々の心を癒し、当時フランス音楽と考えられていたショパンの音楽をポーランドに取り戻して愛国心を鼓舞しようと考え、コンクールの創設を思い立った。1927年に第1回大会を開催。第二次世界大戦中に中断があったが、その後5年おきに開催されている。第1回大会から第7回大会までは、ショパンの生誕日前後である2月から3月にかけて開催されていたが、第8回大会以降はショパンの命日である10月17日の前後3週間開催に変更された。旧東欧(現在の中東欧)で開催される国際コンクールが、21世紀を迎えても続いている稀な例である。
共産主義のポーランド人民共和国時代、1955年の第5回コンクールまでの優勝者は、ポーランドかソ連の出身者によって占められていた。しかし1960年の第6回コンクールで西側諸国出身者1名、イタリア人のマウリツィオ・ポリーニが優勝し、西側諸国出身者の優勝者が出るようになったのはこれ以降の事である。
1975年に本選進出者の数をへらす方針がとられたため、当時の欧州を覆う経済難とスポンサー不足が影響したことがわかる。2005年から再び本選進出者は10人以上に改められた。
1990年の第12回と1995年の第13回では2回続いて第1位優勝者が輩出されないという状況となったが、2000年の第14回に優勝者が15年ぶりに選出された（中国のユンディ・リ）。
2005年の第15回コンクール以降はインターネットで映像がリアルタイム配信されている。
2020年に開催予定だった第18回は、新型コロナウイルスの影響で翌2021年10月に延期された。

## ルール
課題曲は、すべてショパンの作品となっている。コンクール出場資格は16歳以上30歳以下の年齢制限がある。これも2005年に27歳以下であった制限が、2010年に緩和されて今に至る。
より好ましい審査のために、毎回根本的な見直しが図られている。例えば、かつて24の前奏曲は抜粋演奏にならざるを得なかったが、この頃はこれを全曲通奏できるように変わってきた。
第一次にノクターン、第二次にワルツ、第三次にマズルカを課すルールを2005年にやめたことがあり、猛批判を受けて2010年に戻した。ソナタと変奏曲は、出場者の人気が高くとも選択になっている。
近年の審査は下記の段階を踏まれる。1と2は募集締め切り後の早期に終えられ、通過した者だけが準備を進めることとなり、3～6は開催期間中に実施される。
現在はあまりにも多すぎる出場者を捌くために、有名国際音楽コンクール上位入賞者は予備予選の免除がなされる。しかし、あくまでも「有名」であって、国際音楽コンクール世界連盟に登録しているすべてのコンクールが対象ではない。
1. 予備審査 - 書類及び音源提出（国際的に著名な教授かプロ・ピアニストの推薦状、師事歴、学歴、国際コンクール歴、DVD）
2. 予備予選 - 現地演奏（開催期間前、30分程度、一次予選以降の演奏予定曲と重複しても良い）
3. 一次予選 - (20–25分程度）
4. 二次予選 - (30–40分程度）
5. 三次予選 - (準本選、45–55分程度）
6. 本選 - ピアノ協奏曲第一番あるいは第二番

## 使用ピアノ
1927年第1回からスタインウェイが公式ピアノとして舞台で使用されており、コンクールの中で最も永い歴史を共にしている。最初期の開催回では、スタインウェイの他にベヒシュタイン、ベーゼンドルファー、プレイエルの3メーカーのピアノも公式ピアノとして採用されていた。しかし現在、後者の3つのピアノ・メーカーは公式ピアノとしてコンクールの舞台で使用されていない。
1985年第11回から日本楽器製造（現・ヤマハ）と河合楽器製作所（カワイ）が初めて登場し、スタインウェイ、ヤマハ、河合楽器の3メーカーが公式ピアノとして定着した。2010年第16回からファツィオリが公式ピアノに加わり、それから最新の2021年第18回までスタインウェイ、ヤマハ、カワイ、ファツィオリの4メーカーが公式ピアノとして定着している。
過去には、世界的な情勢などによって公式ピアノの数が異なった開催回がある。最も少なかったのは1965年第7回で、3台のスタインウェイだけが使用された。最も多かったのは1990年第12回で、スタインウェイ、ヤマハ、カワイから計7台が公式ピアノとして用意された。

### 現在の公式ピアノ
- ハンブルク・スタインウェイD-274[12] - 1927年第1回から最新の2021年第18回まで公式ピアノとして継続して採用。
- ヤマハ CFX[13] - 1985年第11回で前モデル『CF3』が初採用。現行のCFXは2010年第16回の直前に発売され、以後最新の2021年第18回まで継続して採用。
- シゲル・カワイ SK-EX[14] - ヤマハと共に1985年第11回で前モデル『EX』が初採用。その後2015年から『SK-EX』として継続採用。
- ファツィオリ F278[15] - 2010年第16回から最新の2021年第18回まで継続して採用。

最新の2021年第18回のコンクール規定によると、公式ピアノは運営側から指定するのではなく、メーカー側からコンクール組織に応募し、審査され、決定される。一流のコンサート・ホールや世界で最も重要なピアノ・コンクールに少なくとも10年間存在し、他の人や団体の権利を侵害していないブランドの楽器は、本コンクールでの使用を許可されることが可能。本選で最も支持の高いスタインウェイ、ヤマハ以外のブランドについては、コンクール組織によって承認されるピアノの総数は3台までに制限されている。これは、開催会場の収容能力における制限による。
2021年第18回では、演奏者に15分間ピアノを選択する時間が与えられた。一次予選では、スタインウェイを64人が選び、9人がヤマハ、ファツィオリは8人、6人がシゲル・カワイを選んだ。
近年、著名な国際コンクールにおいてファツィオリを選定するピアニストが増えていることも度々報道されているが、本コンクールでは長年慣れ親しんだハンブルク・スタインウェイの支持率が高い。スタインウェイ製ピアノを所有するピアニストに一生スタインウェイ以外のピアノを使用しないと約束させる『スタインウェイ・アーティスト・プログラム』がある関係とも言えるが、本コンクールに限れば保守的な出場者がいまだに多い状況と評することもできる。ニューヨーク・スタインウェイは選択できないため、アメリカのピアニストは本コンクールに限ってはハンブルク・スタインウェイを使用することになる。

2010年第16回では、本選に残った8人のうち、4人がヤマハCFXを使用した。ヤマハ選択者が初めて優勝した。ファツィオリを選択したダニール・トリフォノフが第3位に入賞した。
2021年第18回では、初めてファツィオリ選択者(ブルース・シャオユー・リウ)が優勝した。
未だにシゲル・カワイ選択者の優勝者は現れていない。

## 受賞者
受賞者のうち、上位3名の一覧である。詳しくはショパン国際ピアノコンクールの受賞者を参照。
| 開催回           | 第1位                                                     | 第2位                                           | 第3位                              |
| ---------------- | --------------------------------------------------------- | ----------------------------------------------- | ---------------------------------- |
| 第1回（1927年）  | レフ・オボーリン                                          | スタニスワフ・シュピナルスキ                    | ルジャ・エトキン                   |
| 第2回（1932年）  | アレクサンダー・ウニンスキー                              | イムレ・ウンガル                                | ボレスラフ・コン                   |
| 第3回（1937年）  | ヤコフ・ザーク                                            | ローザ・タマルキーナ                            | ヴィトルト・マウツジンスキ         |
| 第4回（1949年）  | ベラ・ダヴィドヴィチ ハリーナ・チェルニー＝ステファンスカ | バルバラ・ヘッセ＝ブコフスカ                    | ウラデマール・マチセウスキー       |
| 第5回（1955年）  | アダム・ハラシェヴィチ                                    | ウラディーミル・アシュケナージ                  | 傅聡                               |
| 第6回（1960年）  | マウリツィオ・ポリーニ                                    | イリーナ・ザリツカヤ                            | ターニア・アコット・ハルートゥニア |
| 第7回（1965年）  | マルタ・アルゲリッチ                                      | アルトゥール・モレイラ・リマ                    | マルタ・ソシンスカ                 |
| 第8回（1970年）  | ギャリック・オールソン                                    | 内田光子                                        | ピオトル・パレチニ                 |
| 第9回（1975年）  | クリスティアン・ツィマーマン                              | ディーナ・ヨッフェ                              | タチアナ・フェドキナ               |
| 第10回（1980年） | ダン・タイ・ソン                                          | タチアナ・シェバノワ                            | アルチアン・パパジャン             |
| 第11回（1985年） | スタニスラフ・ブーニン                                    | マルク・ラフォレ                                | クシシトフ・ヤブウォンスキ         |
| 第12回（1990年） | 受賞者なし                                                | ケヴィン・ケナー                                | 横山幸雄                           |
| 第13回（1995年） | 受賞者なし                                                | フィリップ・ジュジアーノ アレクセイ・スルタノフ | ガブリエラ・モンテロ               |
| 第14回（2000年） | ユンディ・リ                                              | イングリット・フリッター                        | アレクサンダー・コブリン           |
| 第15回（2005年） | ラファウ・ブレハッチ                                      | 受賞者なし                                      | イム・ドンヒョク イム・ドンミン    |
| 第16回（2010年） | ユリアンナ・アヴデーエワ                                  | ルーカス・ゲニューシャス インゴルフ・ヴンダー   | ダニール・トリフォノフ             |
| 第17回（2015年） | チョ・ソンジン                                            | シャルル・リシャール＝アムラン                  | ケイト・リウ                       |
| 第18回（2021年） | ブルース・シャオユー・リウ                                | 反田恭平 アレクサンダー・ガジェヴ               | マルティン・ガルシア・ガルシア     |

## 日本との関わり
原智恵子が聴衆の抗議で入賞してから日本での知名度が急速に上がり、このコンクールを目指す日本人は多い。

### 日本人の入賞者
- 第3回 - 原智恵子（公式上はDistinctionsで、日本人初出場者の彼女は聴衆の抗議によって特別賞が授与された。）
- 第5回 - 田中希代子（第10位、日本人初入賞者、審査員のミケランジェリがもっと上位に来ないと怒ったことで有名。）
- 第7回 - 中村紘子（第4位）
- 第8回 - 内田光子（第2位）、遠藤郁子（第8位）
- 第10回 - 海老彰子（第5位、ベーゼンドルファーを使用した[18]最後の邦人入賞ピアニスト。）
- 第11回 - 小山実稚恵（第4位）
- 第12回 - 横山幸雄（第3位）、高橋多佳子（第5位）
- 第13回 - 宮谷理香（第5位）
- 第14回 - 佐藤美香（第6位）
- 第15回 - 関本昌平、山本貴志（ともに第4位）
- 第18回 - 反田恭平（第2位）、小林愛実（第4位）

### 日本人の審査員
- 第8回 - 永井進（日本人初）
- 第9回 - 井口愛子
- 第10回 - 安川加壽子
- 第11回 - 園田高弘
- 第12回 - 安川加壽子、中村紘子
- 第13回 - 小林仁、中村紘子
- 第14回 - 遠藤郁子、中村紘子
- 第15回 - 中村紘子
- 第16回 - 小山実稚恵
- 第17回 - 海老彰子
- 第18回 - 海老彰子

## ショパン国際ピアノ・コンクールを扱った作品
- ピアノの森 - ショパン国際ピアノコンクールを舞台に描かれている漫画。
- いつまでもショパン - ショパン国際ピアノコンクールを舞台に描かれている小説。具体的に2010年という時代設定なので、第16回ということになる。